# O zlatih jabolkih
O zlatih jabolkih je slovenska ljudska pravljica. Prvič je izšla leta 1892 v zbirki Narodne pripovedke za mladino, 2. zvezek. Zbirko je izdal Janez Giontini v Ljubljani. Prvič jo je zapisal J. P. Planinski.

## Vsebina pravljice
Pravljica govori o očetu in materi, ki sta imela tri sinove. Živeli so v hišici, ob kateri so imeli vrt z zlatimi jabolki. Ko so bila jabolka zrela, je vsako noč eno izginilo. Ker niso mogli ugotoviti, kdo krade jabolka, je oče svojim sinovom naročil, naj jih vsako noč eden straži. Prvo noč je šel na stražo najsterejši sin. Mati mu je spekla potico, oče pa mu je dal bokal vina. Najsterejši sin je pojedel potico, popil vino in zaspal. Tako je zjutraj bilo zopet eno jabolko manj. Drugi večer je oče poslal srednjega sina stražit jabolka. Tudi on je dobil potico in bokal vina. Pojedel je potico, se napil in celo noč prespal. Ponovno je zjutraj manjkalo eno jabolko. Nato pa se je ponudi mlajši sin in rekel, da gre stražit ter zatrdil, da bo ujel tatu. Ko se je spustila noč, je mlajši sin vzel malo črnega kruha in vode. Vzel je puško in šel stražit na vrt. Približno ob polnoči je priletel črn ptič na jablano. Sin je ustrelil in z drevesa sta padla ptič in jabolko. Vendar pa se ptič pobere in odleti v grad. Zjutraj je ponovno manjkalo eno jabolko, zato je bil oče jezen. Sin mu je rekel, da ve kdo krade njihova jabolka in se odšel na grad, kamor je odletel ptič. V gradu je vprašal za ptičem in hišna ga je peljala k ptiču, ki je ves krvav ležal v postelji. Mladenič je nameraval ptiča ubiti. Ptič ga je prosil, da ga pusti živeti in mu obljubil grad pokrit z bakrom. Vendar mladeniča ni omehčal. Nato mu je obljubil še en grad pokrit s srebrom. Tudi to ni omehčalo mladeniča. Ptič mu je obljubil še en grad pokrit z zlatom. Tudi s tem ni pregovoril mladeniča. Tako mu je obljubil še zlat prstan s posebno močjo, saj če prstan trikrat zasuče na prstu, bo imel hrane in pijače, kolikor bo hotel in če prstan ponovno zasuče prav tako vojakov. Mladenič je bil zadovoljen in črn ptič mu je dal vse obljubljeno. Nekega dne so napadli grad vojaki iz sosednjega gradu. Mladenič je zasukal prstan in si zaželel toliko vojakov, kot je sovražnikov. Vendar pa so bili sovražniki premočni. Še enkrat je zasukal prstan in prišlo je še enkrak toliko vojakov. Vendar pa je imel sovražnik še vedno premoč. Mladenič je ponovno zasukal prstan in rekal naj pride desetkrat toliko vojakov in tako je premagal sovražnika. Mladenič se je nato odpeljal domov k materi in očetu. Doma ga ni nihče prepoznal. Prosil jih je, če lahko prespi pri njih. Najprej so se branili, nato pa so ga sprejeli. Ko so se pogovarjali, so mu domači pripovedovali o izgubljenem sinu. Mladenič jih je vprašal, ali bi ga prepoznali, če bi se vrnil. Vsi so zatrdili in rekli, da bi ga prepoznali po tem, da nima enega prsta na roki. Mladenič je snel rokavico in domači so ga prepoznali. Sin je trikrat zavrtel prstan na roki in na mizi se je pojavila hrana in pijača. Tako so skupaj pili, jedli in se še dolgo veselili.

## Analiza pravljice
- Glavna oseba v pravljici je mlajši sin, stranske osebe pa so starejši sin, srednji sin, oče, mati, črni ptič in hišna iz gradu.
- Dogajalna prostora sta dva. V prvem delu pravljice dogajalni prostor predstavlja hiša z vrtom, v drugem delu je dogajalni prostor grad.
- Dogajalni čas v prvem delu pravljice traja tri dni, v drugem delu dogajalni čas predstavlja nekaj let.
- Pripovedovalec je tretjeosebni ali vsevedni.
- V pravljici O zlatih jabolkih najdemo kar nekaj motivov: motiv zlatih jabolk, motiv iskanja tatu, motiv treh sinov, motiv zlatega prstana, motiv izgubljenega sina, ki se vrne.
- V pravljici se večkrat ponovi pravljično število tri: trije sinovi, tri noči, trije gradovi, trikratni zasuk prstana. Pravljica ima srečen konec, saj se izgubljeni sin vrne domov.

## Liki

### Glavna književna oseba
Glavna književna oseba je mlajši sin, v katerega ne verjame nihče od domačih. Je odločen mladenič, dobrega značaja in trdno voljo. Hoče ujeti tatu, ki njegovi družini krade zlata jabolka. Ker je odločen, da ubije črnega ptiča, se ne pusti hitro podkupiti. 

### Stranske književne osebe
- Starejši sin: Pojavi se le v prvem delu pravljice.  Jablano na vrtu je stražil le zato, ker mu je oče tako naročil, zato je bil neuspešen.
- Srednji sin: Tudi srednji sin nastopa le v prvem delu pravljice. Tudi on je bil neuspešen, ker je vrt stražil le zaradi očetove volje.
- Oče: Nastopi v prvem delu pravljice. Je glavni pobudnik, da se ujame tatu. Po dveh razočaranjih, ne vrjame v mlajšega sina.
- Mati: Nima pomembnejše vloge v pravljice. O njej izvemo le, da je v starejša dva sina vrjela, saj jima je spekla potico, da bi lažje stražila, mlajšemu sinu pa ni pripravila potice, saj ni imela zaupanja v njegove sposobnosti.
- Črni ptič: Tat, ki je vsako noč ukradel družini eno jabolko. Kljub rani, ki mu jo je zadal mlajši sin, zbere moči in odleti v grad. Življenje mu veliko pomeni, saj mladeniču obljubi neizmerno bogastvo, da ga ta pusti pri življenju.
- Hišna: Mlajšegemu sinu pokaže, kje leži ranjeni ptič.

## Interpretacija dela
Interpretacija po Vladimirju Proppu:
Ptič prileti ponoči, ko ga nihče ne vidi in ukrade zlato jabolko. In prav to, ko starejši in srednji sin zaspita, nudita črnemu ptiču idealno priložnost za krajo. Črni ptič škoduje družini, saj jim krade zlata jabolka, ki jim veliko pomenijo. Mlajši sin, glavni junak zapusti svoj dom, saj želi najti črnega ptiča, ki jim je kradel zlata jabolka. 
Hišna iz gradu mladeniču pokaže, kje leži ptič, ki ga išče. Tako je hišna edina, ki mu je pripravljena pomagati, vendar pa ji mora mladenič obljubiti, da je ne bo izdal. Črni ptič prosi mlajšega sina, da ga pusti živeti in mu v zameno za življenje ponudi tri gradove. Vendar pa s tem ne omehča mladeniča. Mladenič se premišli šele, ko mu ptič ponudi zlat prstan s posebnimi močmi. Mlajši sin tako dobi čarobni rekvizit, s katerim je pridobil moč, saj si lahko zaželi vojakov, kolikor jih potrebuje, hkrati pa je preskrbljen za vse življenje s hrano in pijačo.
Mladenič postane neizmerno bogat, saj je od črnega ptiča dobil tri gradove in zlat prstan, kar mu krepko spremeni življenje.
Mlajši sin se po nekaj letih vrne domov, vendar pa ga domači ne prepoznajo. Ko jim pokaže roko brez prsta ga spoznajo.

## Motivno tematske povezave
Motivni in tematsko je kar nekaj pravljic povezanih s slovensko ljudsko pravljico O zlatih jabolkih.
Motiv zlatih jabolk se tako pojavi v slovenski ljudski pravljici Zlata ptica, v kateri ima kralj jablano, ki rodi zlata jabolka. V tej isti pravljici pa se pojavi tudi motiv treh sinov. 
Motiv treh sinov se pojavi tudi v slovenski ljudski pravljici Zdravilno jabolko. Pravljica govori o kralju, ki je ležal na smrtni postelji, zato je poslal svoje tri sinove po svetu, da mu poiščejo in prinesejo zdravilno jabolko. To je uspelo najmlajšemu sinu.
V slovenski ljudski pravljici O treh bratih in treh hčerah se pojavita motiv treh sinov in motiv zlatih jabolk, ki pa jih krade neka žeska iz podzemlja. Edini, ki mu uspe prehiteti žensko in dobiti zlato jabolko je najmlajši sin.
Motiv treh sinov najdemo tudi v slovenski ljudski pravljici Kralj in njegovi trije sinovi. Kralj, ki je bil že zelo star, je poslal svoje tri sinove po svetu, da mu prinesejo najdražje darilo. Starejši sin mu je prinesel gragulj, srednji sin krono iz čistega zlata, najmlajši sin pa ni našel darila, zato je očetu podaril svojo sinovsko ljubezen in srce. To darilo je najbolj ganilo kralja, zato je najmlajšemu sinu izročil kraljestvo.
V slovenski ljudski pravljici Stekleni most tudi najdemo motiv treh sinov. Ponovno je bil najuspešnejši dobrosrčen in nečastihlepen najmlajši sin.
Tudi v slovenskih ljudskih pravljicah Kačja dolina in S kačo se je ženil je opaziti motiv treh sinov.

## Izdaje
1. Izbral in uredil Alojzij Bolhar: Slovenske narodne pripovedke, Založba Mladinska knjiga, 1952
2. Izbral in uredil Alojzij Bolhar: Slovenske narodne pripovedke, Založba Mladinska knjiga, 1955
3. Izbral in uredil Alojzij Bolhar: Slovenske narodne pripovedke, Založba Mladinska knjiga, 1959
4. Izbral in uredil Alojzij Bolhar: Slovenske narodne pripovedke, Založba Mladinska knjiga, 1964
5. Izbral in uredil Alojzij Bolhar: Slovenske narodne pripovedke, Založba Mladinska knjiga, 1965
6. Izbral in uredil Alojzij Bolhar: Slovenske narodne pripovedke, Založba Mladinska knjiga, 1972
7. Izbral in uredil Alojzij Bolhar: Slovenske narodne pripovedke, Založba Mladinska knjiga, 1974
8. Izbral in uredil Alojzij Bolhar: Slovenske narodne pripovedke, Založba Mladinska knjiga, 1976
9. Izbral in uredil Alojzij Bolhar: Slovenske narodne pripovedke, Založba Mladinska knjiga, 1978
10. Izbral in uredil Alojzij Bolhar: Slovenske narodne pripovedke, Založba Mladinska knjiga, 1989
11. Izbral in uredil Alojzij Bolhar: Slovenske narodne pripovedke, Založba Mladinska knjiga, 1997
12. Izbral in uredil Alojzij Bolhar: Slovenske narodne pripovedke, Založba Mladinska knjiga, 2000
13. Izbral in uredil Alojzij Bolhar: Slovenske narodne pripovedke, Založba Mladinska knjiga, 2004

- pravljica je bila tudi posneta v studiih nekdanjega RTV Ljubljana in izdana pri založbi Helidon